# لوبیز استوانوویچ
لوبیز استوانوویچ (صربی: Ljubiša Stevanović؛ ۴ ژانویهٔ ۱۹۱۰ – ۱۷ مهٔ ۱۹۷۸) یک بازیکن فوتبال اهل پادشاهی صربستان بود.